# Kit Kat
Kit Kat er en chokolade- og kiksbar, som sælges på verdensplan og som produceres og distibueres af Nestlé, dog undtagen i USA, hvor Hershey's har alle rettigheder til produktet. Hver bar af den originale udgave af Kit Kat består af 2-4 aflange, chokoladeovertrukne kiksstykker, som let knækkes af baren. Hvert stykke indeholder tre tynde lag kiks.

## Historie
Navnene Kit Kat og Kit Cat blev reserveret i 1911 af den britiske slikproducent Rowntree's, men ikke umiddelbart brugt. Navnet Kit Cat blev i 1920'erne brugt til en æske chokolade. Den nuværende form for Kit Kat blev lanceret i 1935. Rowntree's stod for produktionen indtil 1988, hvor Nestlé opkøbte og overtog firmaet.

## Varianter
Den oprindelige variant af Kit Kat består af mælkechokolade og kiks. I lande, hvor Kit Kat er godt etableret, kan varianter med hvid, mørk, mynte- eller appelsinchokolade findes. I Danmark sælges primært den oprindelige udgave samt minipakker med enkeltstykker. I Japan, hvor Kit Kat har oplevet enorm succes, er mere end 200 varianter af Kit Kat blevet produceret siden år 2000. Af smagsvarianter kan nævnes wasabi, grøn te, chili, citron, jordbær, cheesecake, sojabønne og rom. En af grundene til Kit Kats japanske succes er den japanske talemåde “Kitto Katsu” (vind med sikkerhed), som minder om navnet Kit Kat.